# 革新家设计局
“革新家”設計局（俄语：ОКБ «Новатор»，羅馬化：OKB Novator）是一個專精於設計長程防空飛彈的俄羅斯公司，在1947年時創立於斯維爾德洛夫斯克州並命名為OKB-8（蘇聯編號），後來在1991年獨立並成為金刚石-安泰空天防御集团的一部份。旗下最知名的設計包括用於S-300V防空飛彈系統的9M82和9M83飛彈。